# Quentin Serron
Quentin Serron, (nacido el 25 de febrero de 1990 en Etterbeek, Bélgica) es un jugador de baloncesto belga. Con 1.90 metros de estatura, juega en la posición de Escolta en el Limburg United de la BNXT League. Es internacional absoluto con Bélgica.

## Trayectoria
Lleva jugando desde 2008 en el Telenet Oostende con el que ha ganado 4 ligas, 4 copas y una supercopa, además de participar en la Eurocup y en 2015 en la FIBA European Cup.
En febrero de 2020, se compromete con Bilbao Basket de la Liga Endesa hasta el final de la temporada para cubrir la marcha de Axel Bouteille.
El 26 de agosto de 2021, firma por el Boulazac Basket Dordogne de la Pro A francesa.
En la temporada 2022-23, firma por el Limburg United de la BNXT League.

## Selección nacional
Ha estado en todas las categorías inferiores de la selección belga, con la Sub-20 estuvo en el Europeo de 2009. Debutó con la absoluta en 2013 y ese mismo año participó en el Eurobasket 2013 en Eslovenia.
Va a participar en el Eurobasket 2015, donde Bélgica está encuadrada en el Grupo D, junto a Estonia, Lituania, Ucrania, República Checa y Letonia.